# Finkelnburg (Wipperfürth)

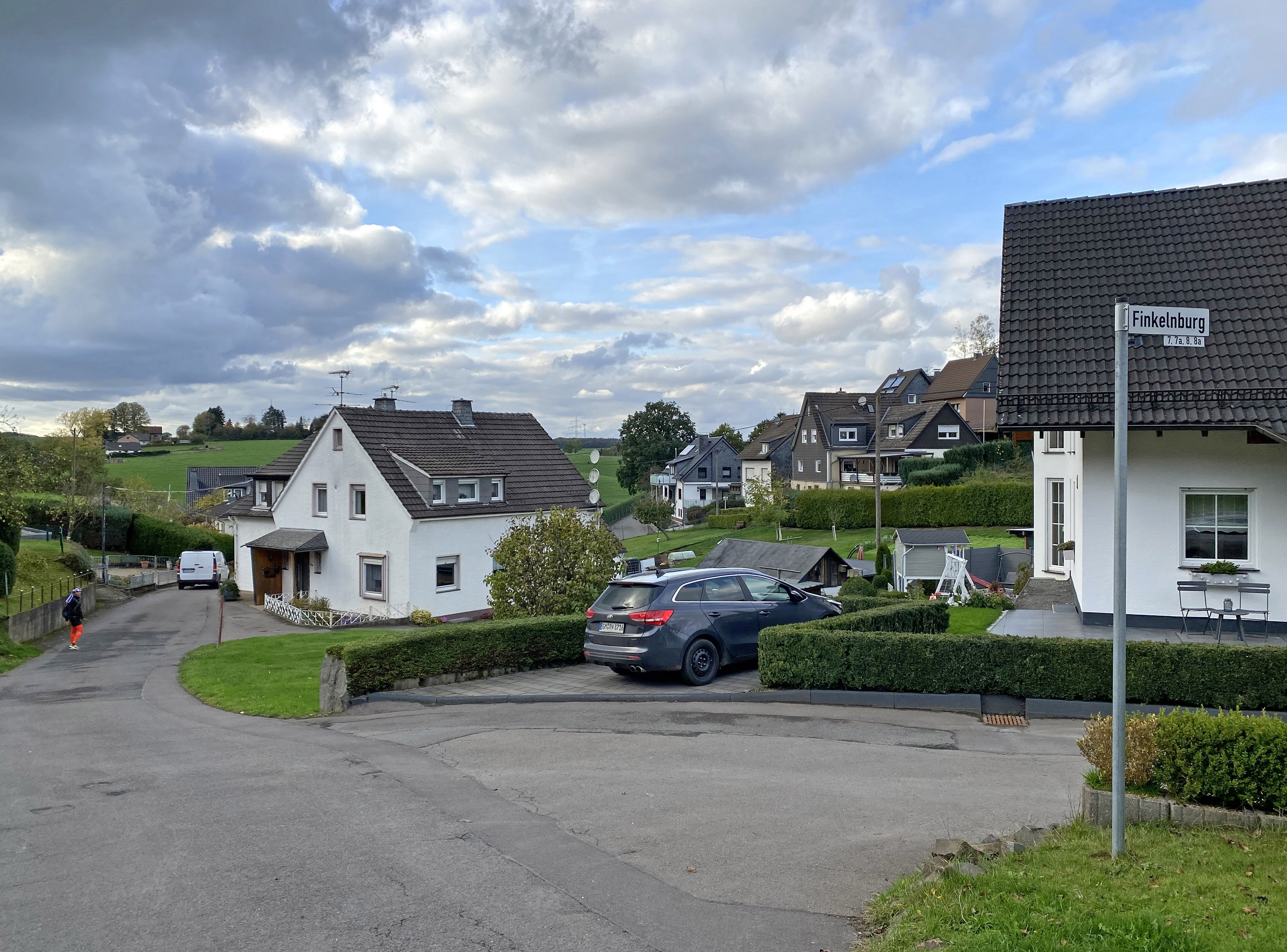
Finkelnburg

Zufahrtstraße von Wipperfürth nach Finkelnburg.jpg

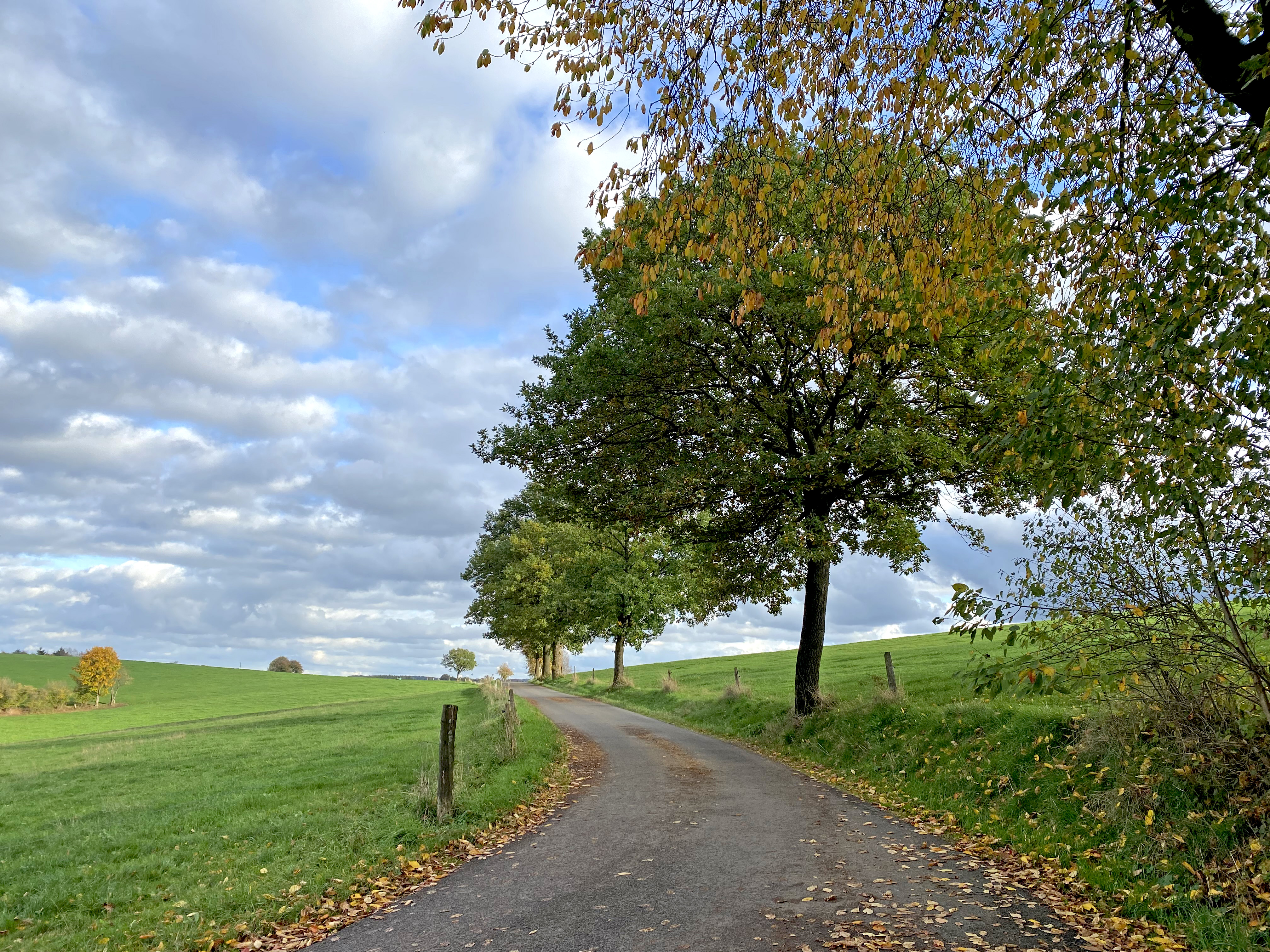
Zufahrtstraße von Wipperfürth nach Finkelnburg

Finkelnburg ist eine Ortschaft in der Gemeinde Wipperfürth im Oberbergischen Kreis im Regierungsbezirk Köln in Nordrhein-Westfalen (Deutschland).

## Lage und Beschreibung
Der Ort liegt im Westen der Stadt Wipperfürth. In der Ortschaft entspringt der Finkelnburgsiepen, ein Nebengewässer des Mosser Baches. Nachbarorte sind Wüstemünte, Mosse, Wipperfürth und Kleineichhölzchen.
Politisch wird Finkelnburg durch den Direktkandidaten des Wahlbezirks 17.1 (171) Hämmern im Rat der Stadt Wipperfürth vertreten.

## Geschichte
Nach 1450 wird der Ort erstmals unter der Bezeichnung „Vynckelenberg“ in einer Wachszinsliste des Kölner Apostelstifts genannt. Die Topographische Aufnahme der Rheinlande von 1825 zeigt auf umgrenztem Hofraum unter dem Namen Finkelnburg fünf getrennt voneinander liegende Grundrisse.

## Busverbindungen
Über die Haltestelle Hämmern der Linie 336 (VRS/OVAG) ist Finkelnburg an den öffentlichen Personennahverkehr angebunden.